# کریستوفر کیرنز (ورزشکار)
کریستوفر کیرنز (انگلیسی: Christopher Cairns؛ زادهٔ ۱ ژانویهٔ ۱۹۵۷) قایقران قایق بادبانی اهل استرالیا است.